# Josefina Soria
Josefina Soria (Albacete, 1926-Murcia, 29 de abril de 2010) fue una poeta y divulgadora cultural española.

## Trayectoria
Nace en Albacete aunque vive toda su infancia y adolescencia en Villena (Alicante). Posteriormente se trasladó a Cartagena y también vivió en Murcia, ciudad en la que falleció.  
Fue presidenta de la Asociación "Círculo cultural Josefina Soria", que dirigió desde 1972 hasta el 2001 fundando su taller de lectura para mujeres. Coordinó durante años en Cartagena tertulias literarias de mujeres..
En el año 1973 se publicó su obra "Propagada Armonía". Según el profesor Juan Barceló Jiménez, en "Propagada armonía" advertimos un tono ligeramente surrealista, con imágenes atrevidas, sugerentes, sin perder jamás de vista la realidad concreta; esa realidad a la que tan insistentemente siempre ha estado anclada Josefina Soria". Cinco años después, en 1978, aparece su libro "El alba oscurecida", en la que busca motivos bíblicos como fuente de inspiración. En el año 1981 publica su libro "Del amor y otros sueños" en el que indaga en terrenos cercanos al simbolismo como por ejemplo en su poema titulado "Escalofrío" en el que habla del simbolismo del bosque. El prólogo de este libro fue escrito por Antonio Tovar, que afirma de esta escritora que "su lirismo se concentra y profundiza, se vuelve cósmico". En 1984 publica dos libros: "La oscura gente" en el que trata entre otros temas del paso del tiempo y "Alzad la voz" en el que reflexiona sobre su propia vida.
Fue amiga personal de Carmen Conde, quién la menciona en sus memorias Por el camino, viendo sus orillas, y madre de la escritora Marisa López Soria. 
Soria Investigó en el Archivo Municipal de Cartagena sobre leyendas y anécdotas locales para escribir/documentar sus relatos. En uno de ellos El proverbio (1997) se percibe su protofeminismo a través de la crítica al dominio masculino.
De sus últimos tiempos cabe destacar el poemario Memoria de amor (1998) y su obra Regresa el Dios del viento, que según el escritor y profesor de la Universidad de Murcia José Belmonte Serrano "es una obra difícil, sumamente arriesgada, atrevida (...). Sabe sortear con rara habilidad los obstáculos y los prejuicios que siempre supone hablar de la conquista americana, del Descubrimiento".

## Obras publicadas
- Por si sueñas (1972, Editorial Galera): es un homenaje a la ciudad de Cartagena.
- Propagada armonía (1973, Ediciones Athenas, prólogado por Carmen Conde).
- El Alba oscurecida (1978, Ediciones El Taller).
- Del Amor y otros sueños (1981, prólogo de Antonio Tovar)
- Alzad la voz (1984). Premio Ateneo de Salamanca. Ayuntamiento de Salamanca
- La oscura gente (1984, Ediciones Torremozas).
- El accidente y otros relatos (1993)
- Homenaje a Carmen Conde (1994)
- Campo de Cartagena. Leyenda y Tradiciones (1995, Editorial Huerga y Fierro).
- Cuentos de Invierno (1997, Editoria Thader.
- Memoria de amor (1998, Ayuntamiento de Cartagena)
- Regresa el dios del viento (1999, Editorial Nausicaa).
- Regresa el dios del viento (2000)
- Sueños y espejismos (2010)
- El desahucio. Piezas breves (Piezas teatrales. Editado por el Museo Ramón Gaya y la Escuela Superior de Arte Dramático de Murcia)
- Es mi fiesta y lloraré si quiero (poemario póstumo. 2012, Grupo de LIteratura "La Sierpe y el Laud")

## Premios y reconocimientos
- Premio Poesía Ciudad de Cartagena a la obra Del amor y otros sueños (1981). Ayuntamiento de Cartagena.
- Premio Ondas de la Radio, La Bella Quiteria, Revista Bazar.
- Premio Ateneo de Salamanca a su libro "Alzad la voz" (1984). Ayuntamiento de Salamanca.
- Premio Hucha de Plata.
- Premio Sara Navarro.
- Premio de Relato Ciudad de Cartagena.[7]

En el año 2011 el Ayuntamiento de Cartagena dio su nombre a la biblioteca de adultos del Centro Cultural Ramón Alonso Luzzy y en 2018 el Ayuntamiento de Murcia dio su nombre a una calle en el barrio de Espinardo.